# Back to the Roots
Back to the Roots ist ein Verein mit Sitz im Kanton Luzern, der sich für die Interessen erwachsener Adoptierter aus Sri Lanka in der Schweiz engagiert. Der Verein wurde von Betroffenen am 24. Februar 2018 gegründet.

## Illegale Adoptionspraktiken in Sri Lanka
In den 1970er-, 1980er- und 1990er-Jahren wurden rund 11'000 sri-lankische Kinder von europäischen Paaren adoptiert, davon mehr als 700 in der Schweiz. Bereits in den 1980er-Jahren wurde in verschiedenen Medien über illegale Adoptionspraktiken geschrieben. Nachdem die niederländische Fernsehsendung Zembla ihren Bericht Adoption Fraud – Part Two über den Adoptionsskandal in Sri Lanka veröffentlicht hatte, deckten Schweizer Medien auf, dass auch viele Adoptionen aus Sri Lanka in die Schweiz unter gesetzeswidrigen Umständen erfolgt sind und ein Handel mit Babys stattgefunden hat.
Im März 2018 hat der Schweizer Nationalrat das Postulat von Rebecca Ana Ruiz («Licht ins Dunkel bringen. In den Achtzigerjahren wurden Kinder aus Sri Lanka in der Schweiz illegal adoptiert») angenommen und damit das Bundesamt für Justiz beauftragt, einen Bericht über die vergangene Adoptionspraxis in der Schweiz zu erstellen. Der Verein Back to the Roots setzt sich dafür ein, dass in der Aufarbeitung die Adoptionspraxis der Schweiz die Betroffenen direkt eingebunden werden und dass die Erkenntnisse der Aufarbeitung in die Gestaltung der Adoptionsverfahren einfliessen.
Sarah Ineichen, Präsidentin von Back to the Roots, hat am 15. Oktober 2018 an der 63. Sitzung des UN-Ausschusses für wirtschaftliche, soziale und kulturelle Rechte teilgenommen und dort die Anliegen von Back to the Roots vorgestellt. Die UNO hat die Anliegen der Adoptierten aus Sri Lanka in ihren Themenkatalog aufgenommen und Anfang Oktober 2019 an Gesprächen mit der Schweizer Delegation diskutiert. Im Schlussbericht der UNO an die Schweiz wurde die Empfehlung aufgenommen, für Adoptierte aus Sri Lanka eine angemessene Unterstützung sicherzustellen, einschliesslich psychologischer und finanzieller Unterstützung. Die rechtlichen und administrativen Mittel seien zu stärken, um die Betroffenen bei der Suche zu begleiten. Back to the Roots bewertet dies als einen wichtigen Schritt zur Anerkennung der Bedürfnisse Adoptierter aus Sri Lanka in der Schweiz. Gemäss dem Internationalen Pakt über wirtschaftliche, soziale und kulturelle Rechte (UNO-Pakt I) vom 16. Dezember 1966 ist die Kenntnis über die eigenen leiblichen Eltern ein Grundstein zur Gewährung des Rechts auf eine eigene Identität.

## Aufgabenbereiche des Vereins
- Aufklärung der Öffentlichkeit über die Problematik der illegalen Adoptionsverfahren
- Wissensaufbau bei den Betroffenen und den Behörden über die Auswirkungen der illegalen Adoptionen
- Vernetzung Adoptierter aus Sri Lanka in der Schweiz
- Unterstützung Betroffener auf Herkunftssuche
- DNA-Tests für Mütter in Sri Lanka auf der Suche nach ihren Kindern